# 21965 Dones
21965 Dones è un asteroide della fascia principale. Scoperto nel 1999, presenta un'orbita caratterizzata da un semiasse maggiore pari a 2,9577695 UA e da un'eccentricità di 0,0908436, inclinata di 10,32413° rispetto all'eclittica.